# Новостройка (Тюменская область)
Новостройка — деревня в Омутинском районе Тюменской области России. Входит в состав Омутинского сельского поселения.

## География
Деревня расположена в южной части области, в зоне лесостепи, на  берегу реки Каш.
Уличная сеть состоит из трёх улиц: Мира, Новая, Рабочая.

## История
Входит в состав МО  Омутинское сельское поселение согласно Закону Тюменской области от 5 ноября 2004 года № 263 «Об установлении границ муниципальных образований Тюменской области и наделении их статусом муниципального района, городского округа и сельского поселения».

## Население
| 2010 |
| ---- |
| 108  |

## Инфраструктура
Основной вид деятельности хлебопашество и животноводство.

## Транспорт
Автодорога до села Омутинское. Остановка общественного транспорта «Новостройка».
Ближайшая железнодорожная станция Омутинская (на линии Тюмень — Омск) находится в райцентре — селе Омутинское.